# Gopura

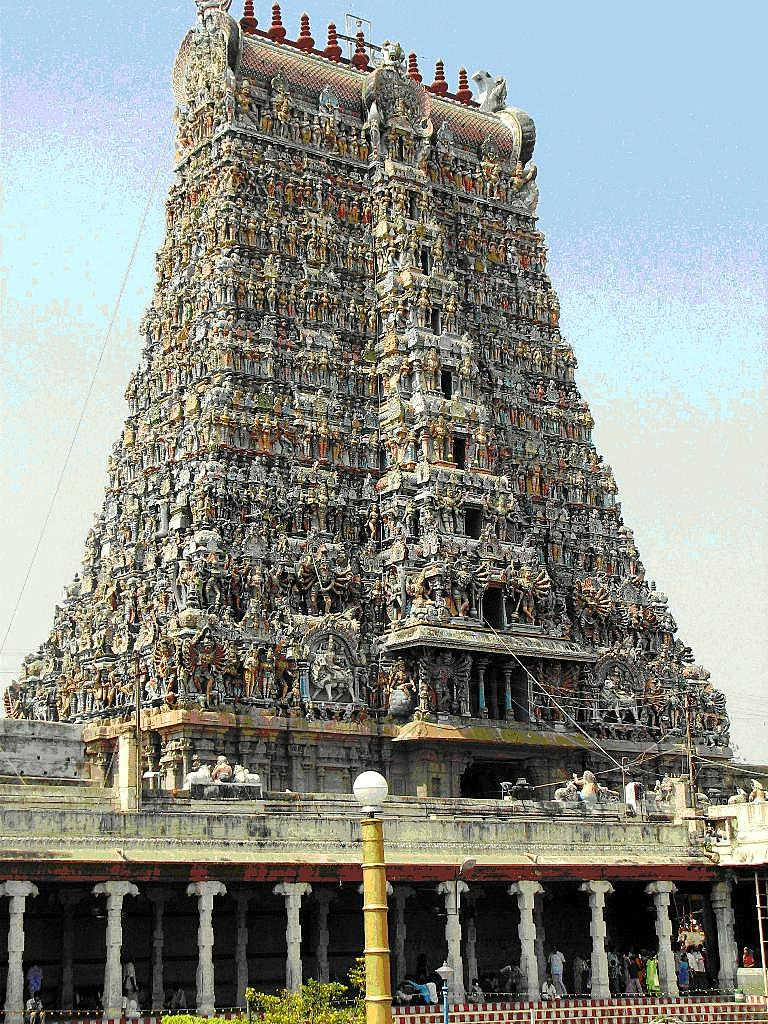
Torre do Templo Meenakshiamman em Madurai

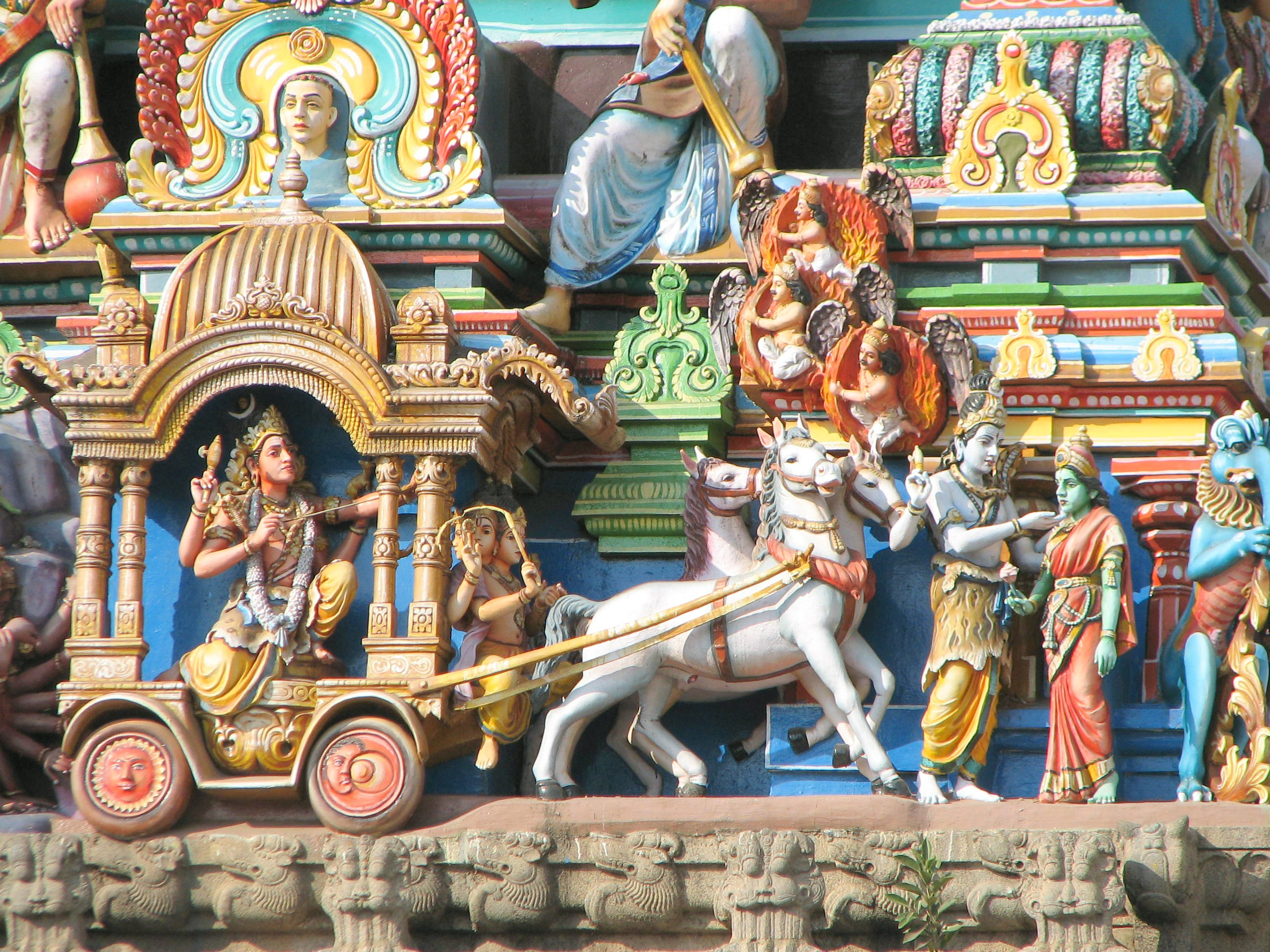
Detalhe duma gopura em Chenai

Gopura é uma torre monumental, geralmente ornamentada, à entrada de cada templo, especialmente na Índia meridional. Constitui uma característica proeminente dos templos Koil e Hindus construídos no estilo dravídico No seu topo encontra-se o kalasam, uma ponta de pedra em forma de bulbo. Serviam como portões que se abriram nos muros que circundavam o templo.
As origens do gopura pode ser encontradas nas estruturas iniciais dos reis Pallavas, por volta do século XII, e tornou-se uma característica dominante da aparência exterior do templo, acabando por ofuscar o santuário interior, que tornou-se obscurecido pelo tamanho colossal do gopura.
Muitas vezes, no santuário existem mais de um gopura. Eles também aparecem na arquitetura fora da Índia, especialmente na arquitetura quemer, como em Angkor Wat.

## Galeria

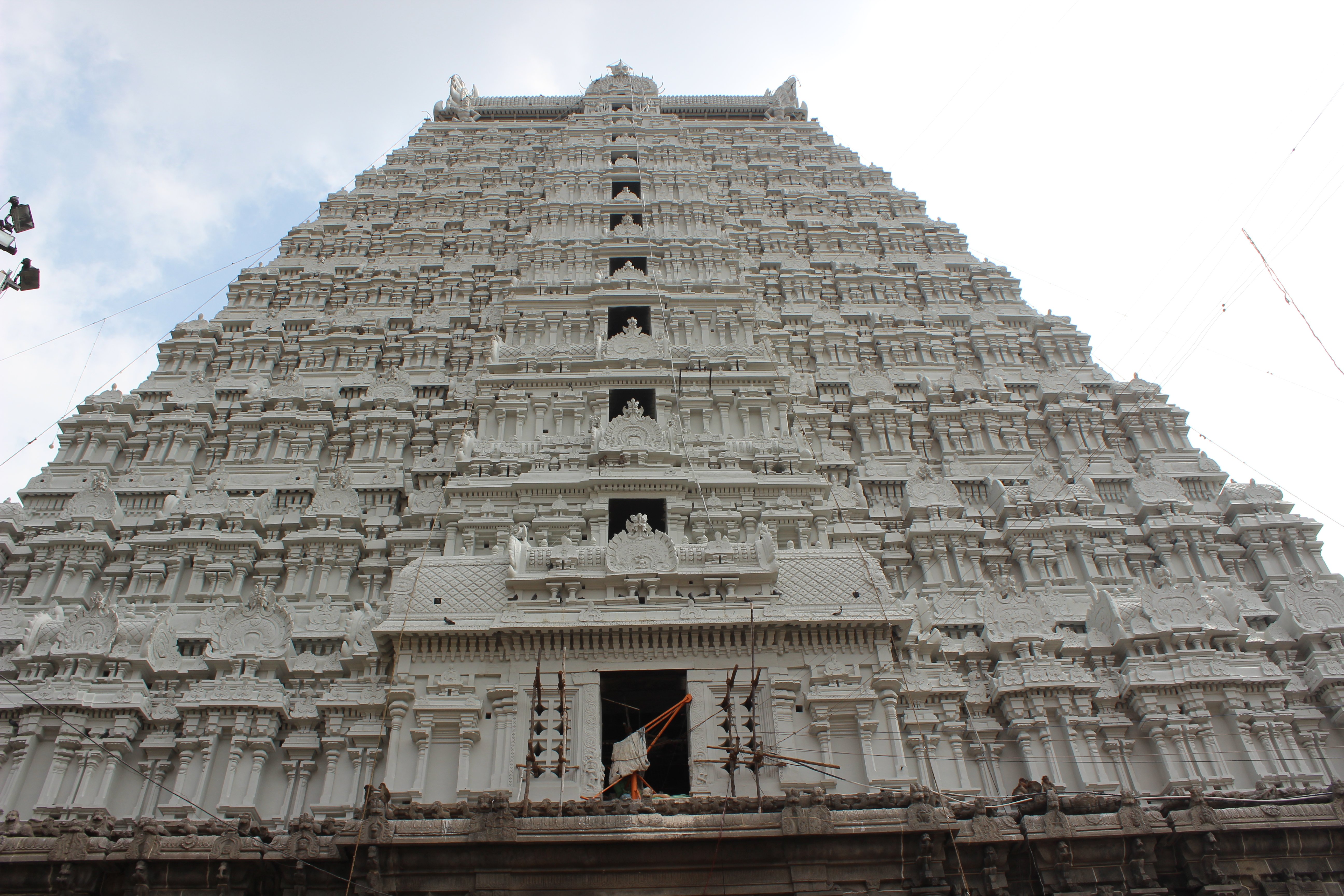
Thiruvannamalai
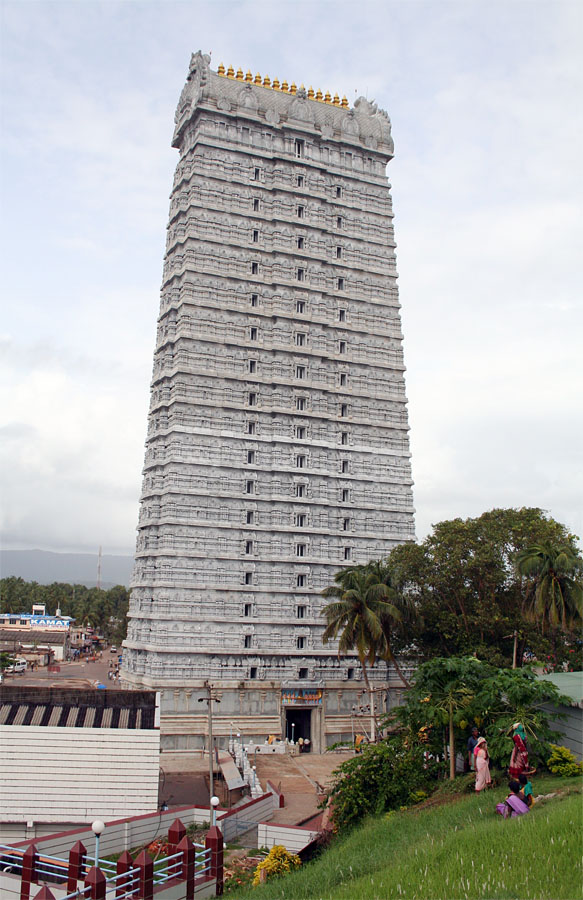
Murudeshwara
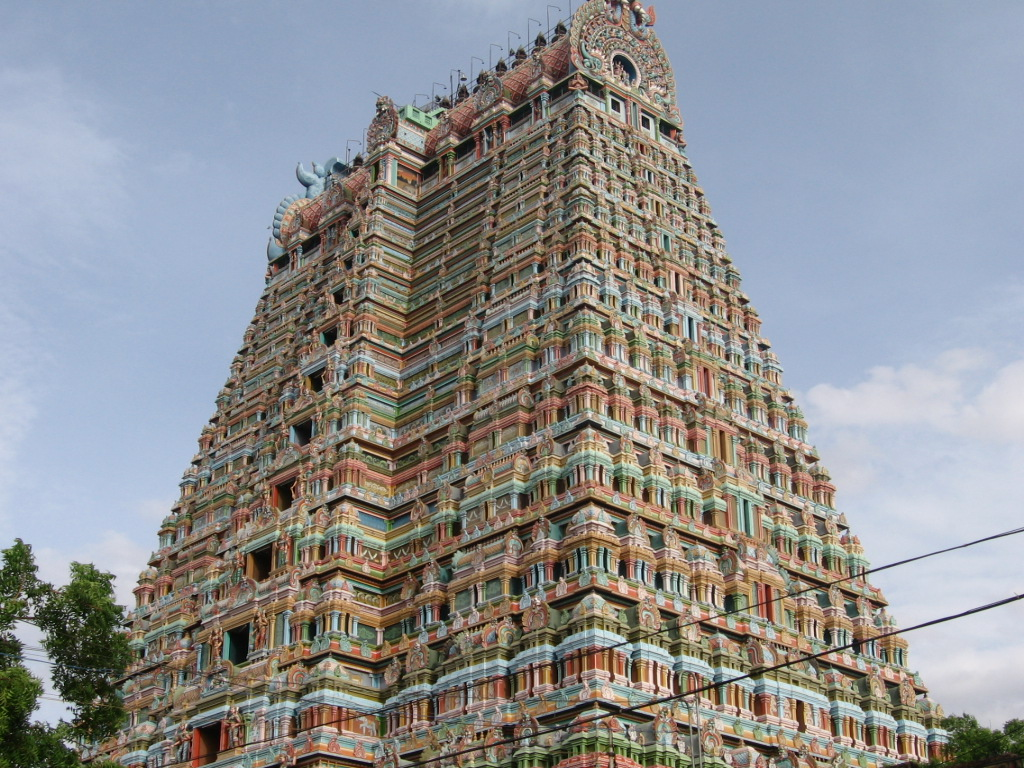
Srirangam
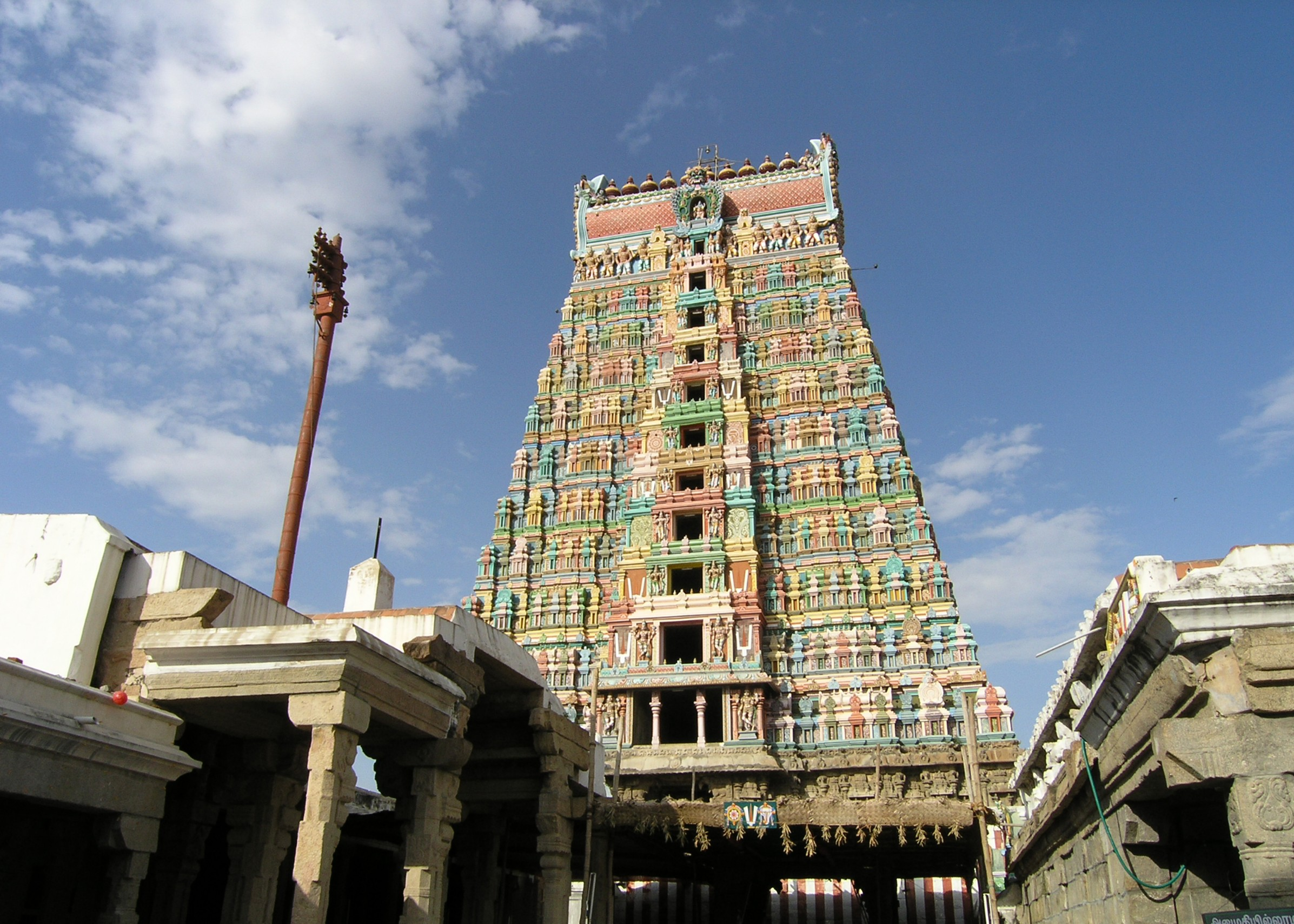
Srivilliputhur
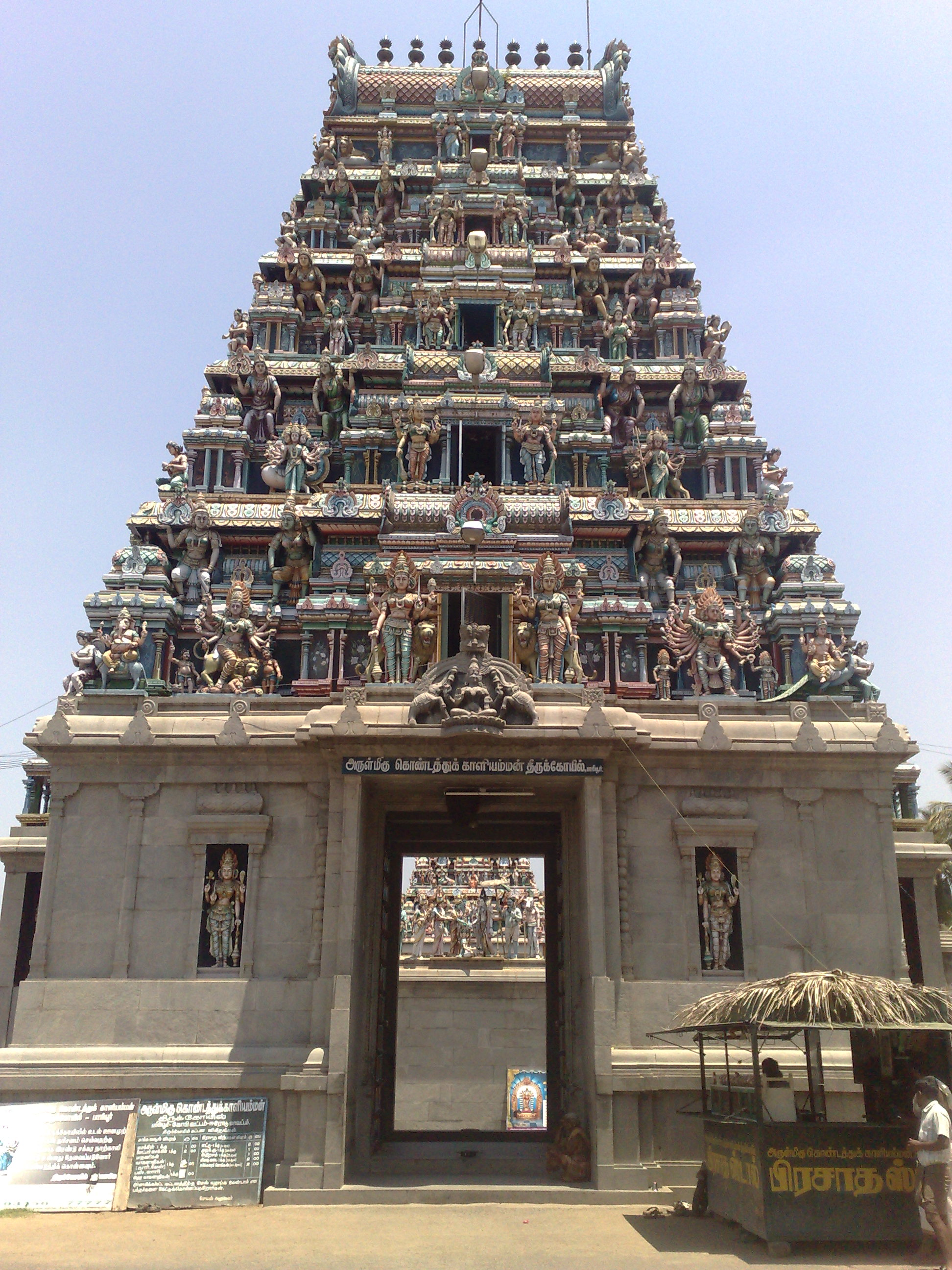
Pariyur
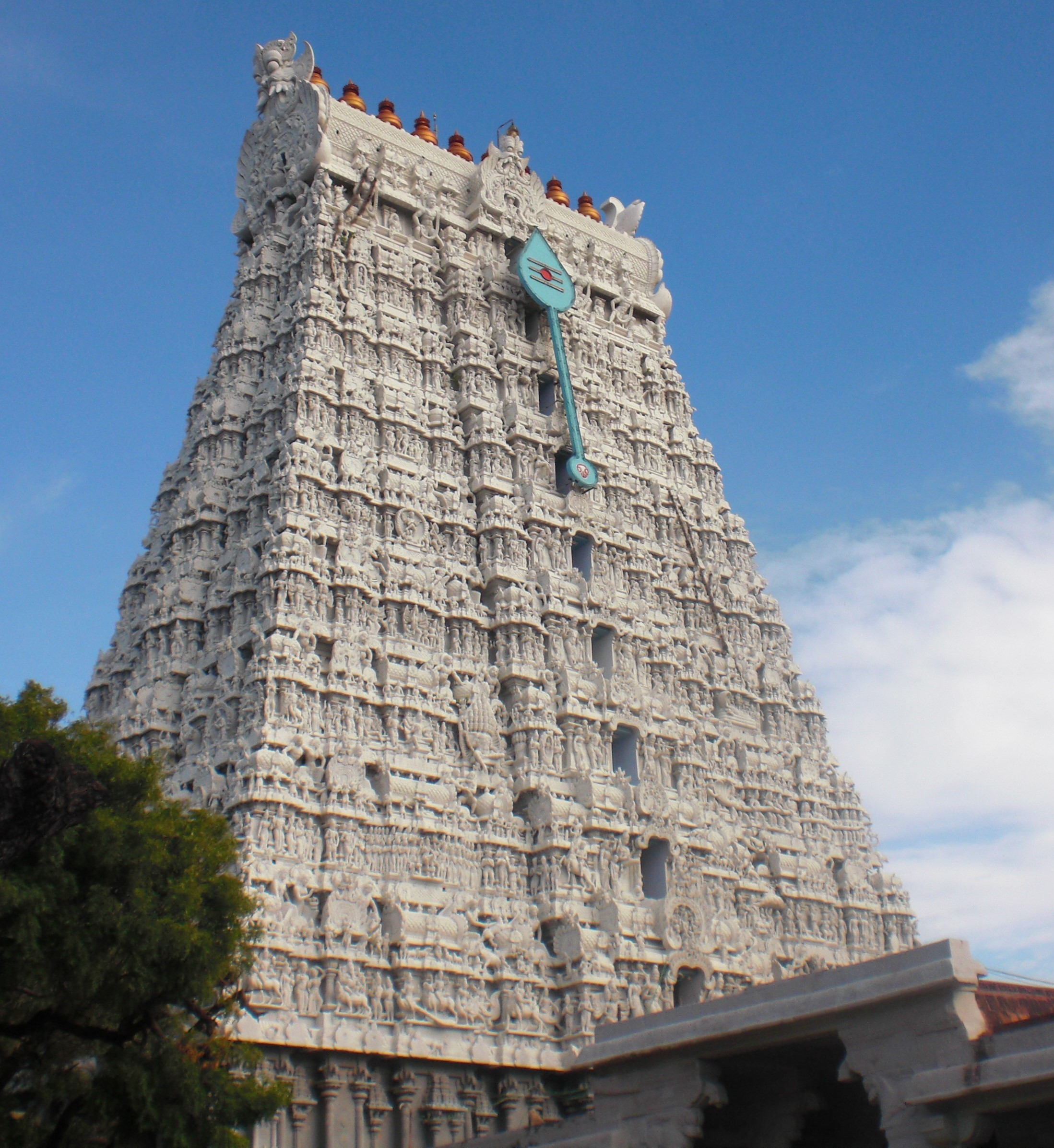
Tiruchendur
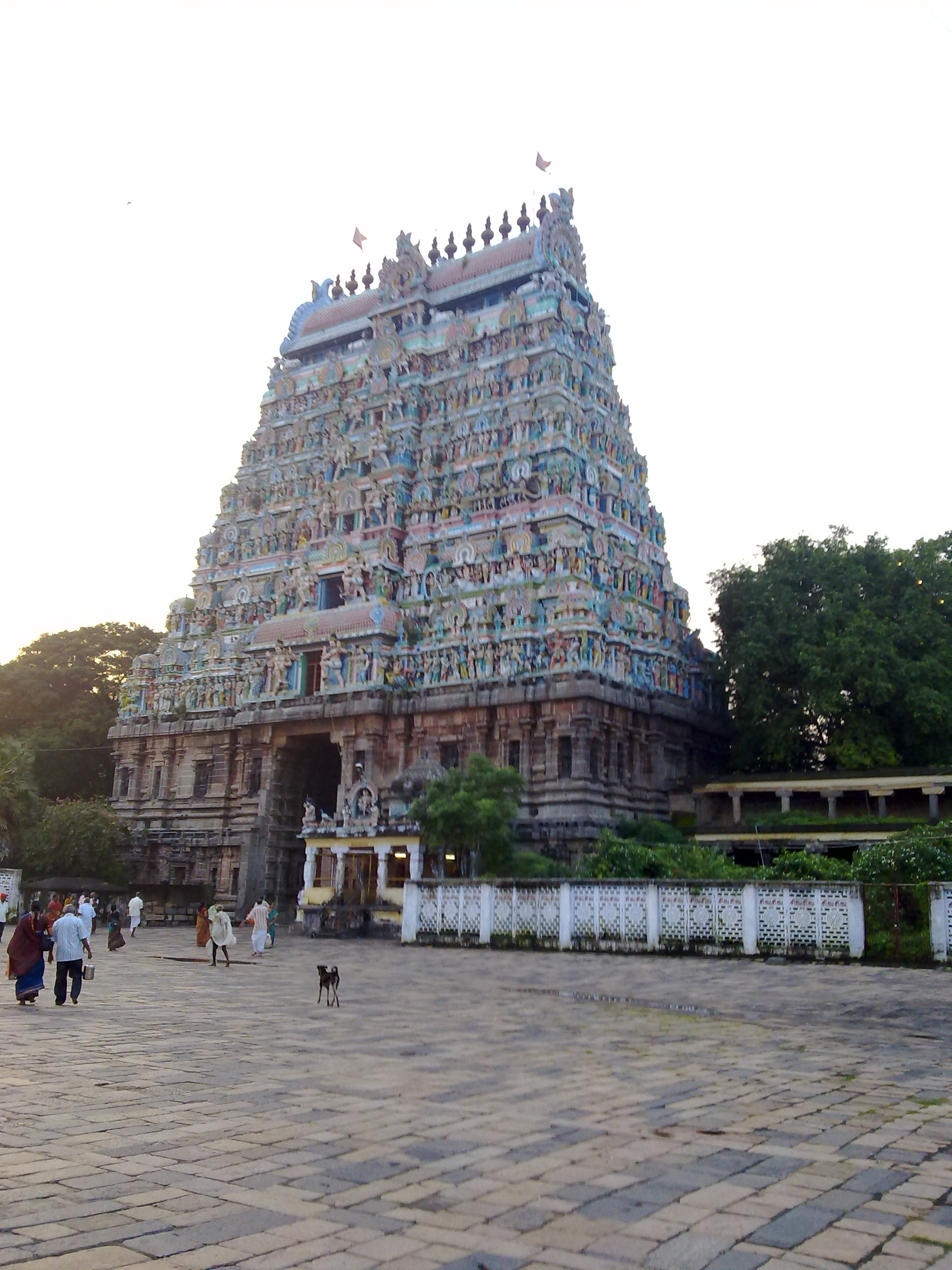
Chidambaram
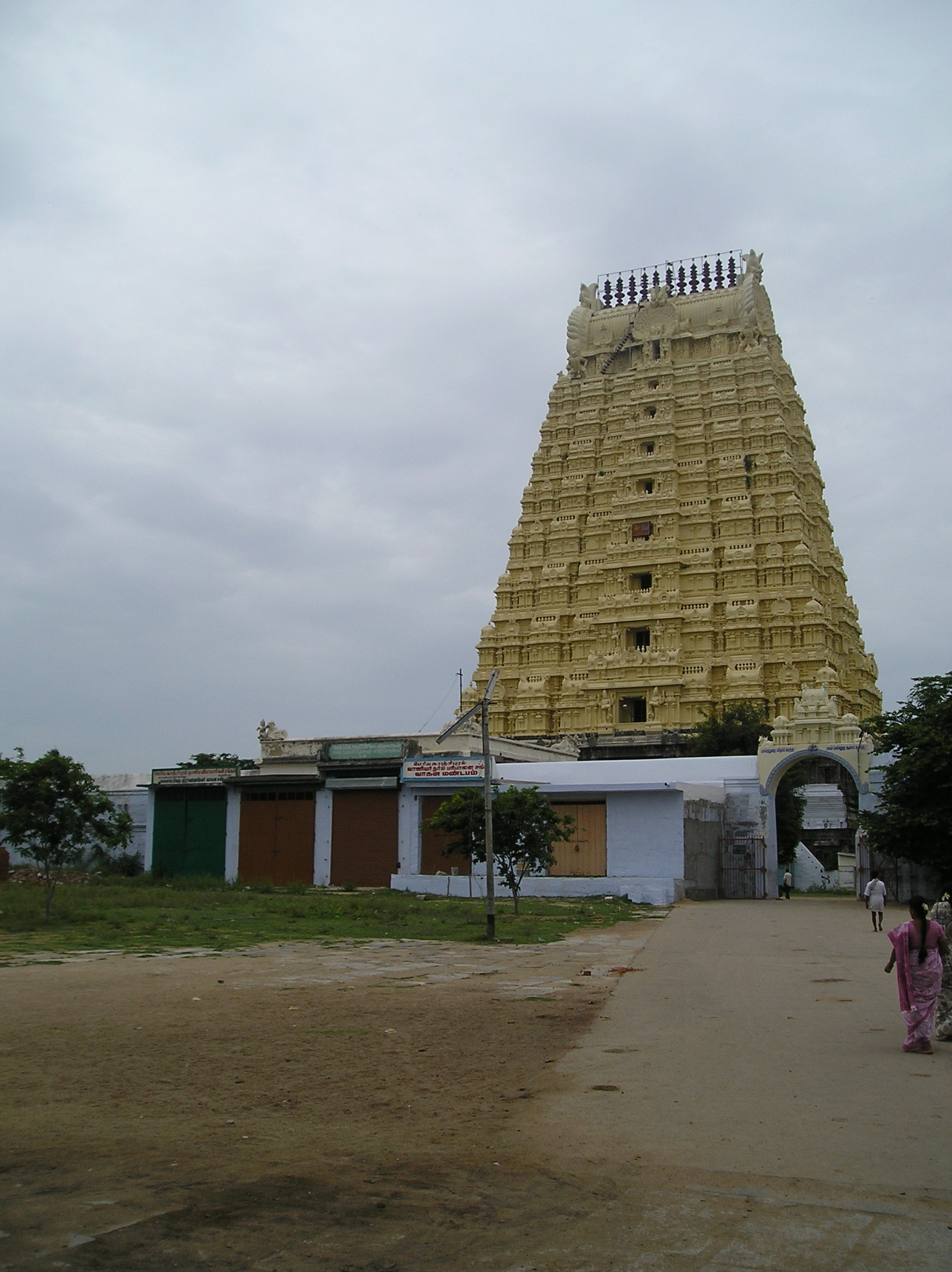
Kancheepuram
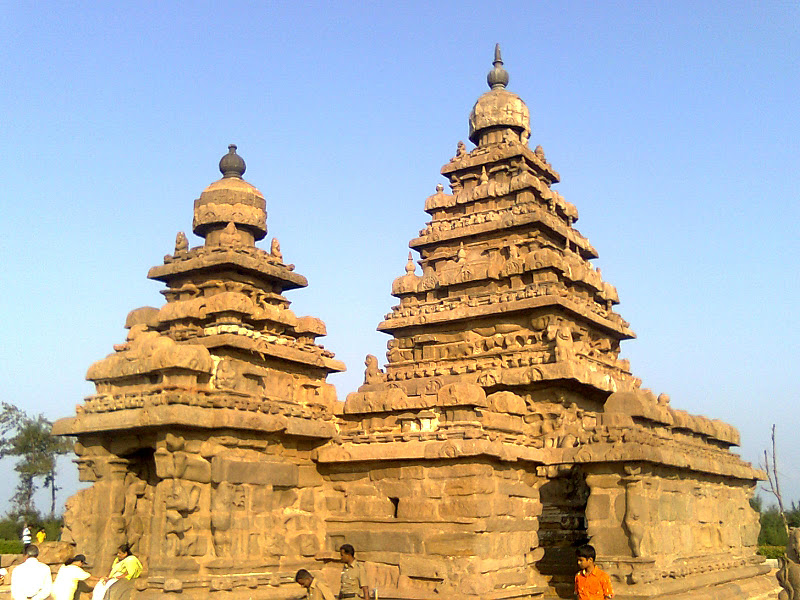
Mamallapuram
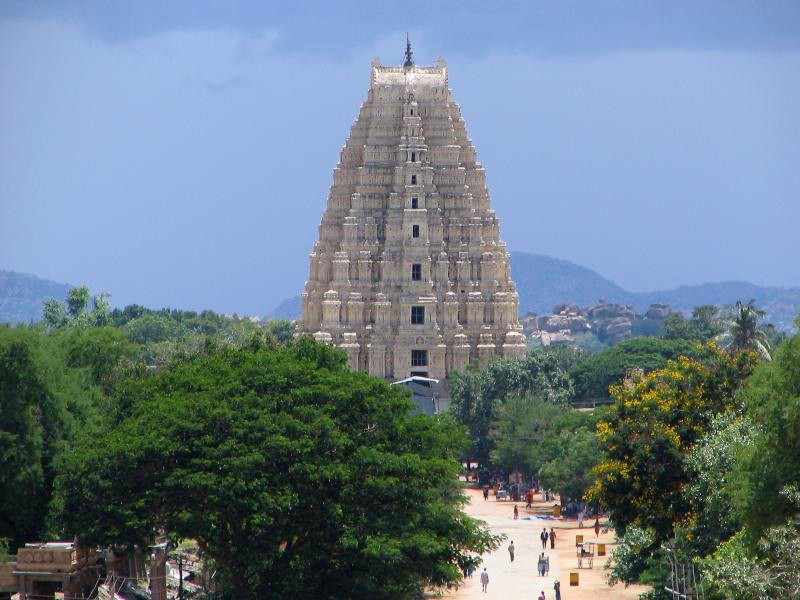
Hampi
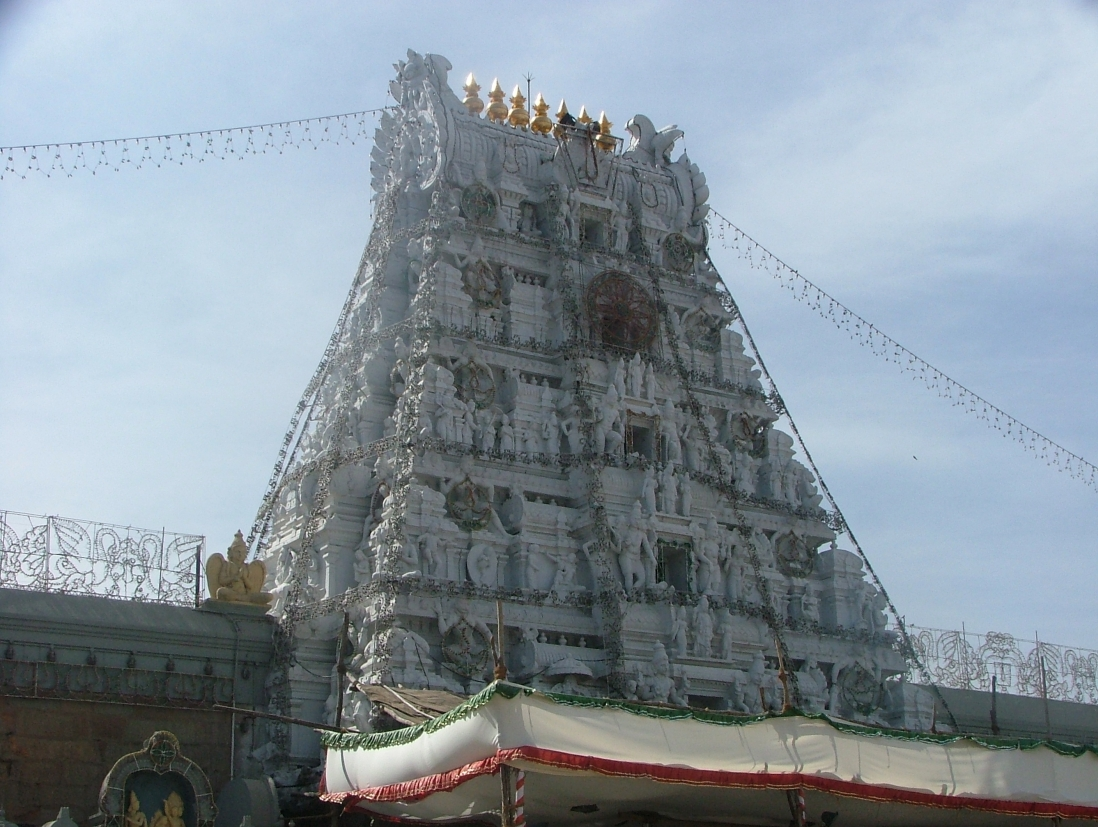
Tirumala
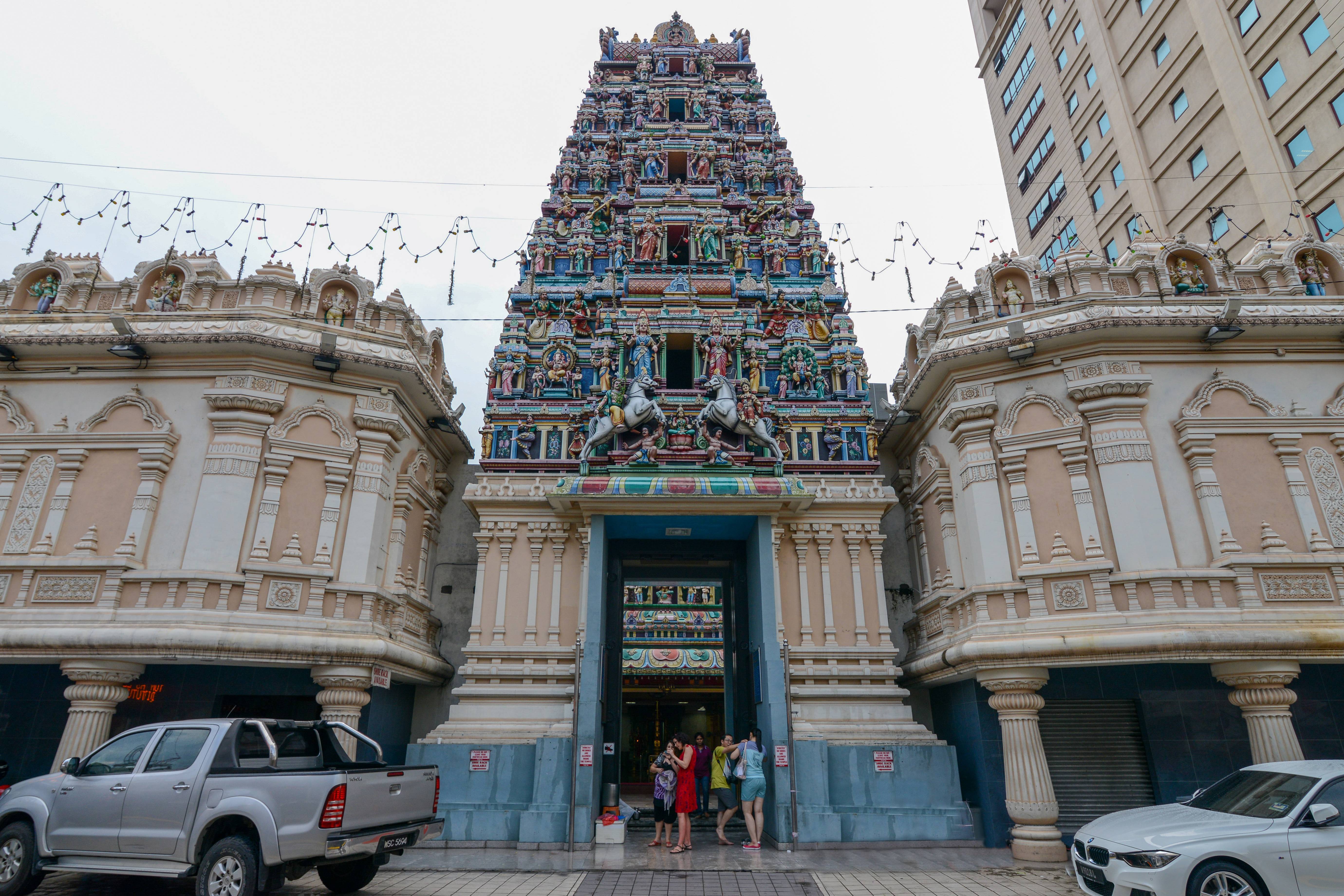
Kuala Lumpur
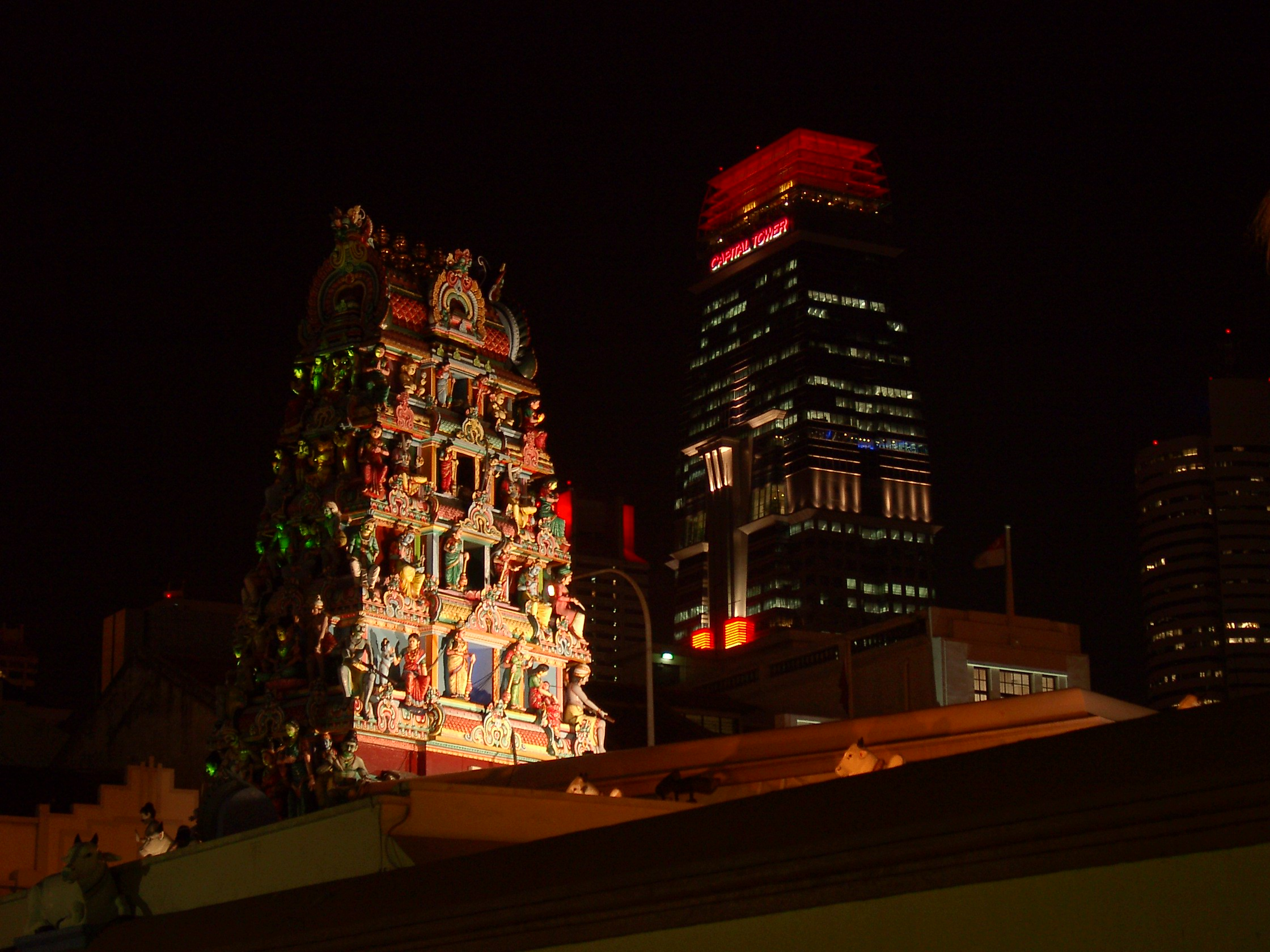
Singapura
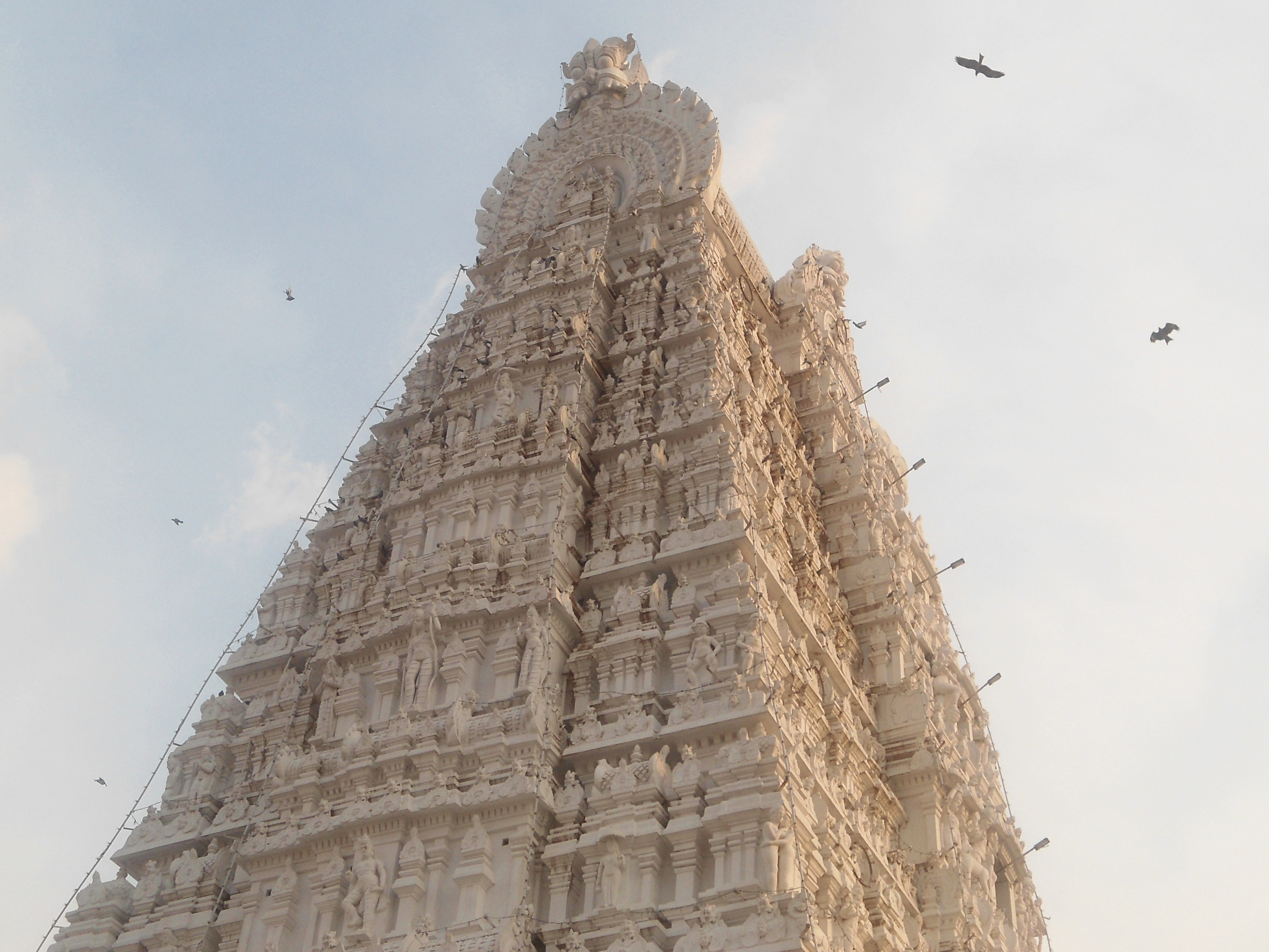
Tirumala
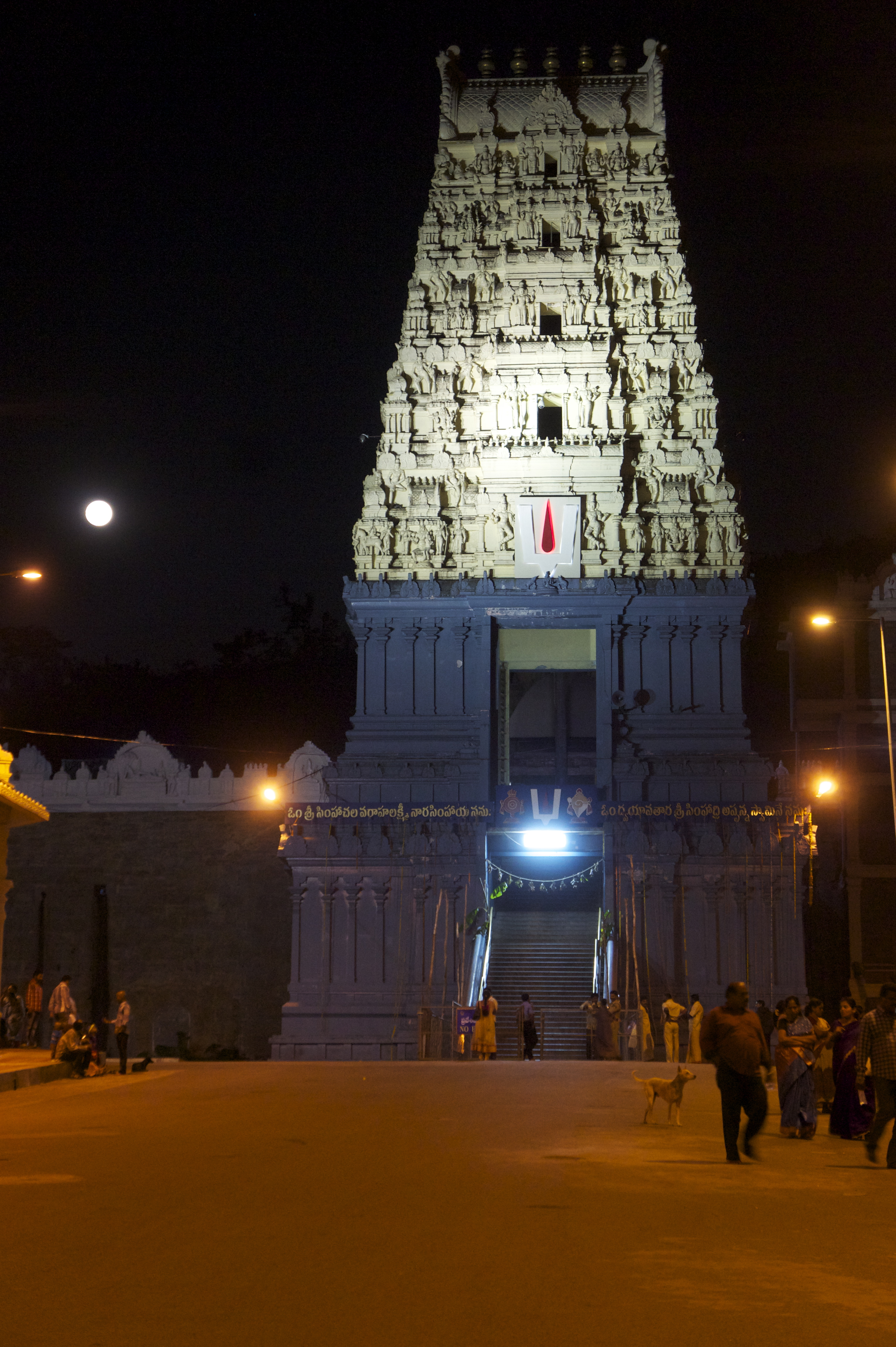
Simhachalam
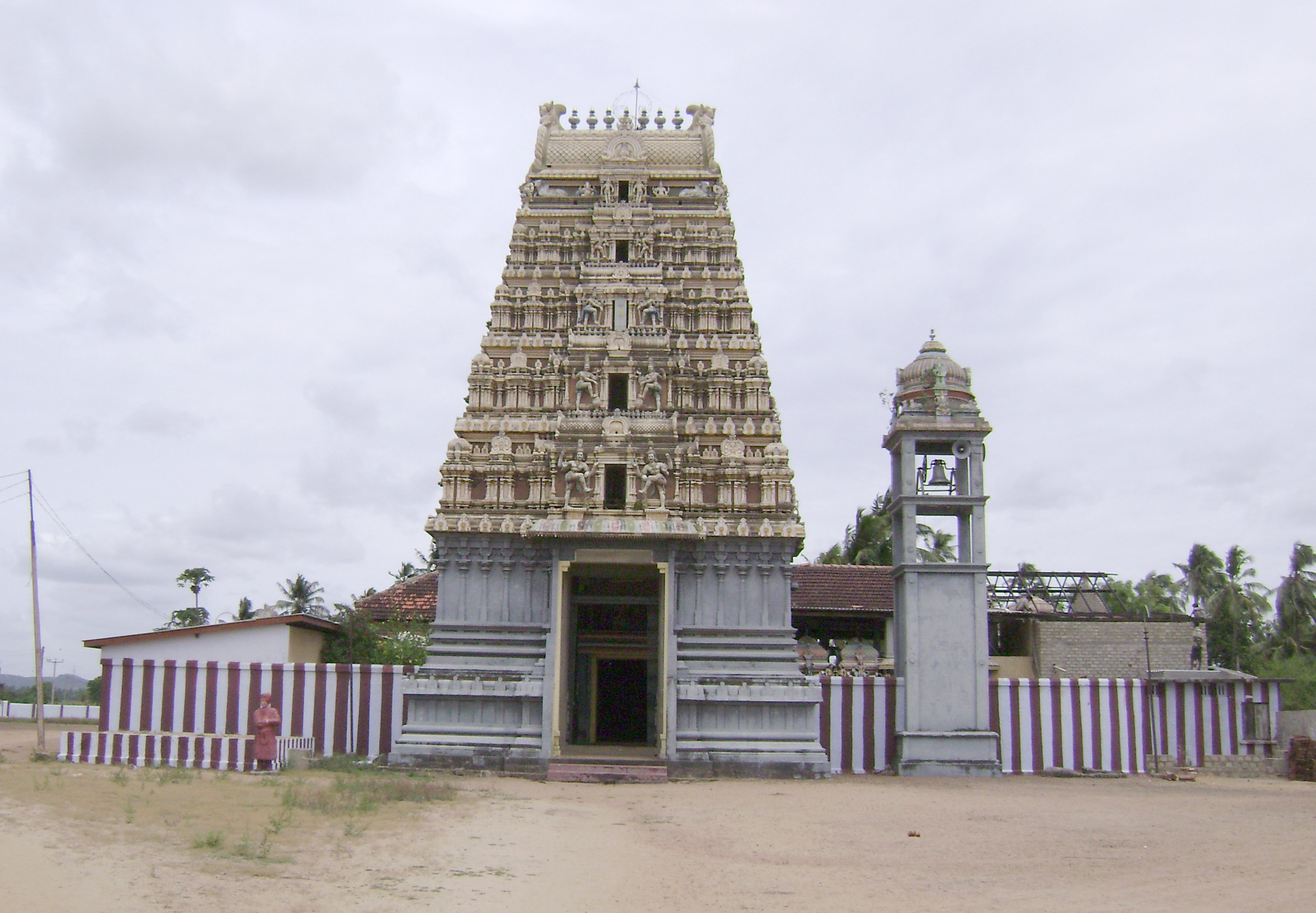
Athi Koneswaram
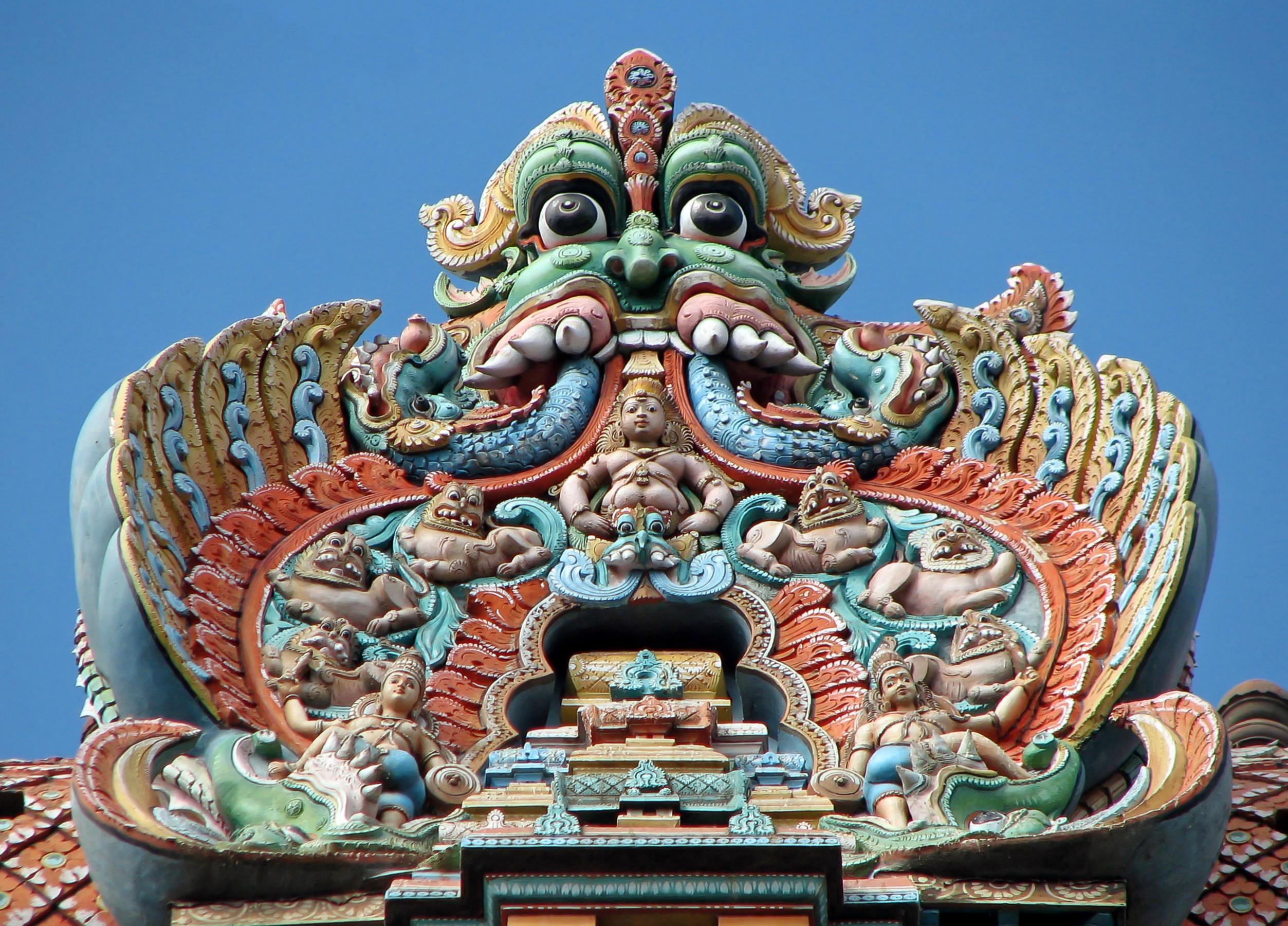
Madurai
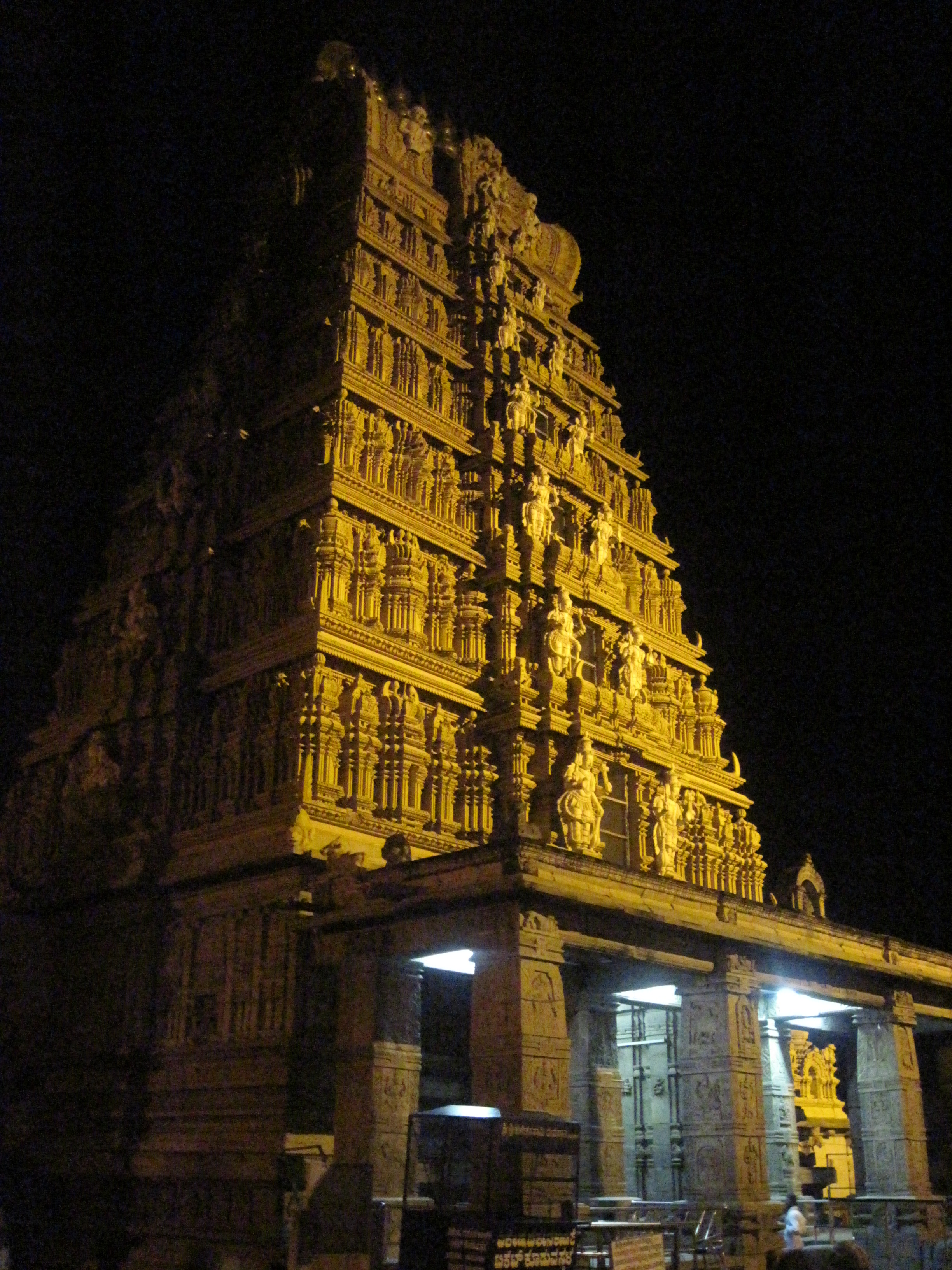
Nanjangud
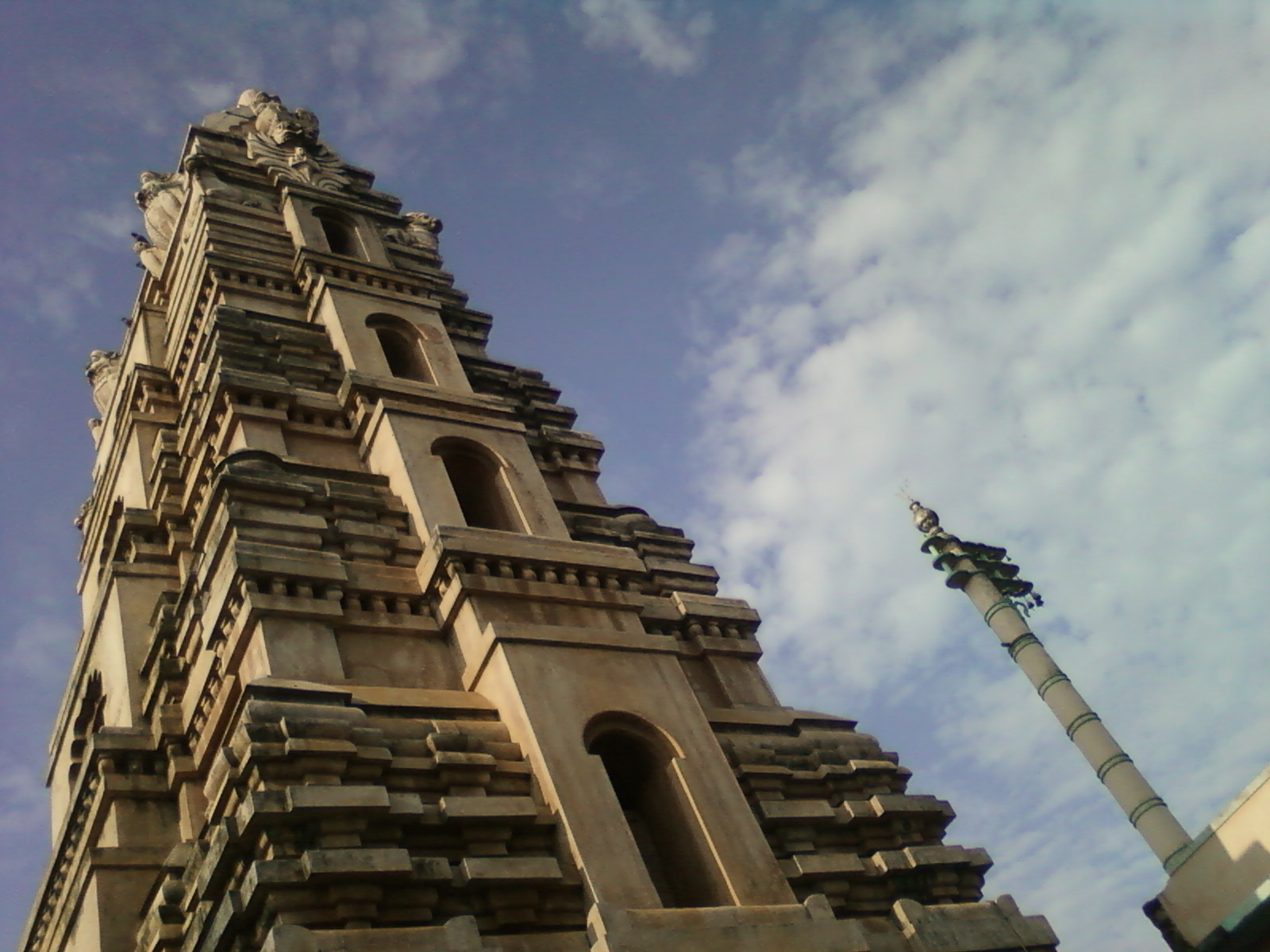
Biccavolu
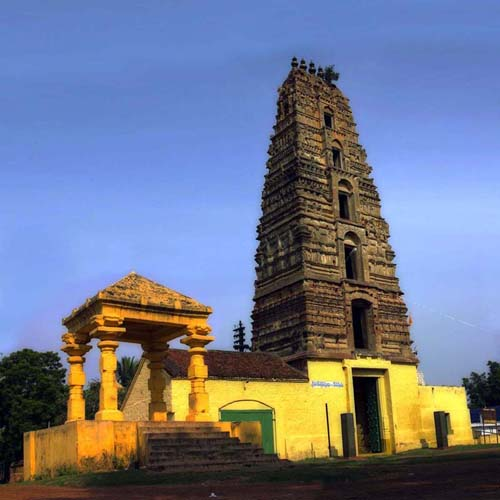
Chebrolu
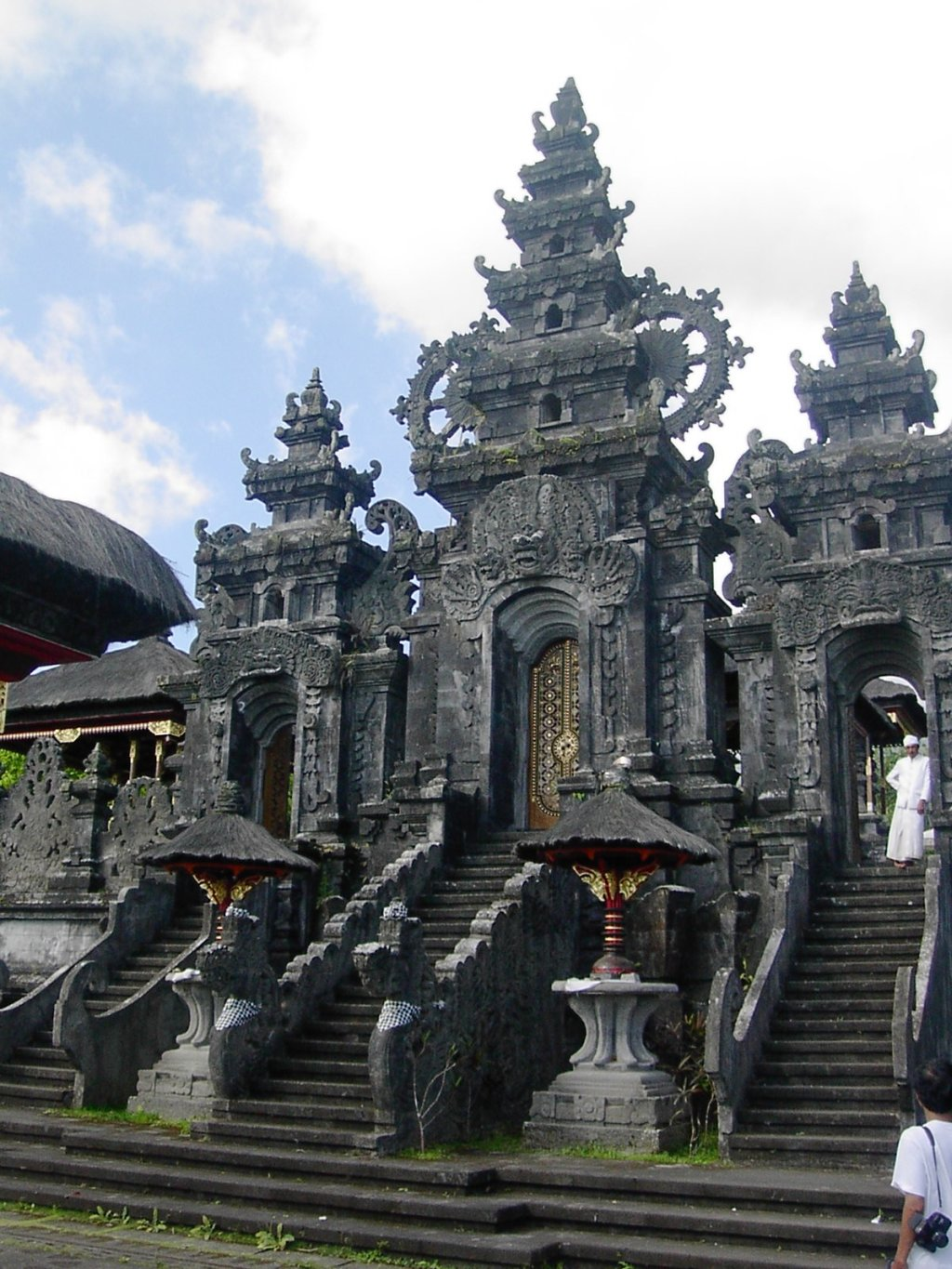
Besakih, Bali
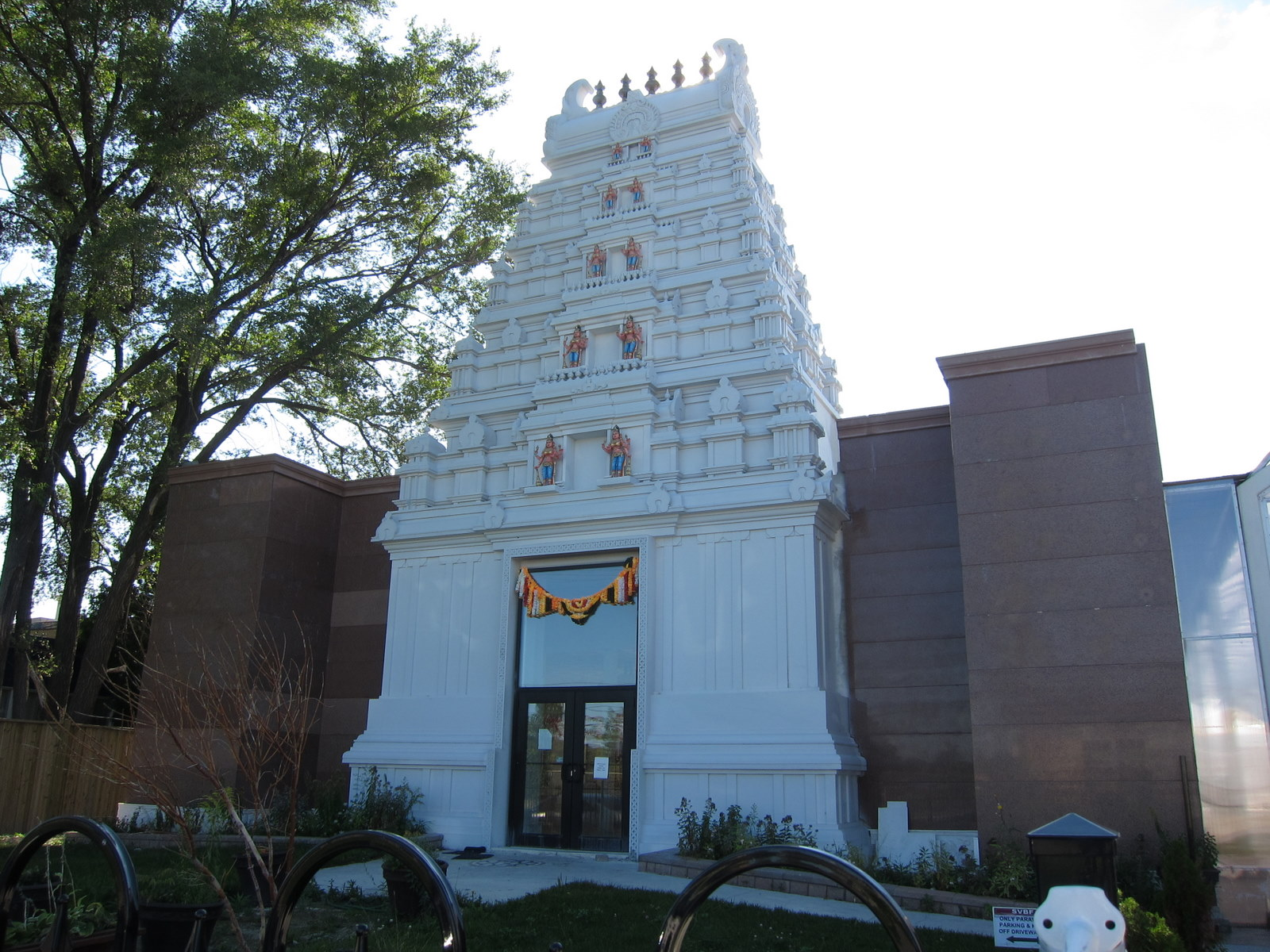
Toronto